# Turkmen Helsinki Foundation for Human Rights
Die Turkmen Helsinki Foundation for Human Rights (THF, turkmenisch Adam hukuklary boýunça Türkmen Helsinki Fond) ist eine Nichtregierungsorganisation mit Sitz in Bulgarien, welche für die Durchsetzung der Menschenrechte in Turkmenistan kämpft. Die Organisation wurde am 21. Juli 2003 in Warna, Bulgarien als Zweig der International Helsinki Federation for Human Rights gegründet.

## Geschichte
2006 wurden die Aktivisten der THF, Annakurban Amanklychev und Sapardurdy Khadzhiev, sowie die Reporterin Ogulsapar Muradova auf eine Anklage wegen Spionage durch turkmenische Sicherheitskräfte verhaftet. Die Anklage wurde später auf illegalen Waffenbesitz abgeändert. Amnesty International betrachtet die beiden als Prisoners of Conscience und bezeichnete ihren Fall 2011 als „priority case“. Front Line Defenders, Reporter ohne Grenzen, und Human Rights Watch haben alle die Anklagen als Erfindung bezeichnet. Muradova verstarb nach wenigen Wochen unter ungeklärten Umständen im Gefängnis. Am 11. Dezember 2010 forderte die UN-Arbeitsgruppe gegen willkürliche Inhaftierungen die sofortige Freilassung und verkündete, dass die Inhaftierung eine Verletzung internationalen Rechts sei.
2023 veröffentlichte die Organisation Nachrichten, wonach ein Aktivist, Farhad Meymankulyyev, in der Türkei verschleppt worden ist.